# یوناس پترسون (دوچرخه‌سوار)
یوناس پترسون (انگلیسی: Jonas Persson; ۲۴ مهٔ ۱۹۱۳ – ۷ مهٔ ۱۹۸۶) دوچرخه‌سوار اهل سوئد بود.